# Лиепа, Анита
Анита Лиепа (латыш. Anita Liepa; 18 января 1928, Даугавпилс — 13 декабря 2022, Даугавпилс) — латвийская писательница.
Родилась в семье латвийского офицера. После смерти отца в 1929 г. была усыновлена братом матери, также офицером. В 1944 г. вместе с матерью бежала в Германию, работала санитаркой в военном госпитале, окончила латышскую гимназию во Фленсбурге. В 1947 г. вернулась в Латвию и окончила филологический факультет Латвийского университета. В 1952—1953 гг. преподавала иностранные языки в Истринской средней школе (село Вецслабада).
В 1953 г. была арестована по обвинению в контрреволюционной агитации и пропаганде и приговорена к семи годам лишения свободы. Отбывала срок в Архангельске, затем в Молотове. В 1956 г. амнистирована и вернулась в Латвию. До 1959 г. заведующая учебной частью школы в Бебрене, уволена с преподавательской работы, в 1960—1964 гг. работала на спасательной станции в Даугавпилсе. Затем работала художником-оформителем в Даугавпилсском доме пионеров (1964—1971) и одновременно преподавала английский язык в средней школе (1965—1969), заведовала отделом культуры в даугавпилсской газете «Авангард» (1969—1974), работала экскурсоводом в Даугавпилсском бюро экскурсий и путешествий (1975—1983). В 1986—1989 гг. преподавала в Даугавпилсском педагогическом институте. В 1994—2001 гг. внештатный корреспондент региональной газеты Latgales Laiks.
Первые шаги в литературе сделала ещё школьницей (публикации в скаутском журнале во Фленсбурге), в Латвии дебютировала в печати в 1961 г., опубликовав рассказ в газете Padomju Daugava. В 1982 г. вышла первая книга — сборник рассказов и юморесок «Танец с крестом» (латыш. Krusta dancis — народный латышский танец над двумя скрещёнными лучинами). Широкое внимание привлекла к себе вторая книга Лиепы — документальный роман «Эксгумация» (латыш. Ekshumācija; 1990, русский перевод 1998), посвящённый репрессированным в СССР латвийским офицерам: его герои — два брата, судьба которых прослеживается начиная с Первой мировой войны. Один из братьев служит в дальнейшем в Вооружённых силах независимой Латвии, другой — в Красной армии, но оба в итоге становятся жертвами репрессий. Сообщалось, что над книгой писательница работала 45 лет, а значительная часть рукописи с 1962 по 1988 гг. пролежала в вырытом в земле тайнике. Лиепа монтирует свой рассказ о судьбе героев из личных писем, фотографий, официальных документов, газетных вырезок и т. п., связывая документы собственными пояснениями. По мнению литературоведа Юриса Силениекса, при всей документальной основе книги писательница, сообщая своим героям черты персонажей мифа и эпоса, позволяет задуматься о метафизике зла и насилия. Литературовед Аусма Цимдиня отмечала необычайную для документального жанра эмоциональность книги, признавая её высокую ценность вопреки не вполне профессиональной реализации.
За последующие 23 года Лиепа выпустила ещё 18 книг. Среди них сборники рассказов и пьес, несколько документальных и мемуарных сочинений, в том числе очерки о поездке в памятные ей с юности области Германии «Дар, или Фленсбургские настроения» (латыш. Dāvana jeb Flensburgas noskaņas; 2013) и о Поющей революции «Освобождение: зигзаги Атмоды в Даугавпилсе» (латыш. Atbrīvošanās: Atmodas līkloči Daugavpilī; 2013).